# Praça do Império
La Praça do Império (Plaza del Imperio) es una plaza ajardinada situada junto a los principales monumentos y atracciones turísticas de la freguesia de Belém, en Lisboa, capital de Portugal.

## Historia
Entre el 23 de junio y el 2 de diciembre de 1940, Lisboa realizó la Exposición del Mundo Portugués, con un plan de urbanización que abarcaba la zona de Belém, que incluía la Praça do Império. Las esculturas de los caballitos de mar, que dominan el lugar, fueron terminadas por el escultor António Duarte y fueron instaladas en 1940.
En 1952 se inició el proyecto de construcción del Palacio de Ultramar, situado en el borde oriental del parque, obra de los arquitectos Cristino da Silva y Jacques Carlu.
En 1973, un monumento conmemorativo al poeta Augusto Gil (1873-1929) fue instalado en el sitio, con un medallón de bronce y una inscripción del ayuntamiento de Lisboa.
Las calzadas que rodean la plaza fueron utilizadas como escenario especial en el Rally de Portugal entre 2011 y 2014.

## Arquitectura
El parque está situado al sur del Monasterio de los Jerónimos de Belém y al oeste del Centro Cultural de Belém.
El cuadrado rectangular de 175 por 175 metros está formado por sucesivos cuadriláteros que estructuran el espacio en pasadizos y espacios verdes que convergen en la fuente central iluminada sobre una plataforma cuadrada, cubriendo un área de 3300 m². En los extremos de la parte sur de la plaza, a lo largo de la Avenida de la India, se encuentran estatuas de hipocampos (caballitos de mar), sobre piscinas reflectantes.